# Врањашки поток
Врањашки поток је водени ток на Фрушкој гори, десна је притока Манђелошког потока дужине 8,9km и површине слива 55,7km². Налази се у сливу реке Саве, настаје на 250 м.н.в. спајањем две периодична тока и са својим притокама дренира јужне падине Фрушке горе.
Текући ка југу као сталан ток протиче кроз насеље Врањаш поред Манђелоса, у коме се налази истоимени каптирани извор и над њим црква манастира посвећена Светом Василију Острошком, са десне долинске стране. Улива се у каналисани Манђелошки поток на 96 м.н.в. Главна притока је Поток Ремета, док амплитуде протицаја се крећу од 1,5 л/с до 3m³/с. На њему се налази хидроакумулација Врањаш.